# Leuculopsis parvistriata
Leuculopsis parvistriata är en fjärilsart som beskrevs av Paul Dognin 1917. Leuculopsis parvistriata ingår i släktet Leuculopsis och familjen mätare. Inga underarter finns listade i Catalogue of Life.